# Краймью, Майя Арсон
Майя Арсон Краймью (англ. maia arson crimew, в прошлом Тилли Коттман (англ. Tillie Kottmann), тилли краймью (англ. tillie crimew) и англ. deletescape; родилась 7 августа 1999 года, Люцерн, Швейцария) — швейцарский разработчик программного обеспечения и хакер. Известна в основном участием в утечках секретных данных различных компаний, нахождением и утечкой государственного чёрного списка пассажиров США образца 2019 года, взломом систем компании по физической безопасности Verkada с получением доступа к 150 тысячам камер видеонаблюдения и созданием лаунчера домашнего экрана для Android «Lawnchair».
В марте 2021 года большое жюри в США вынесло Краймью обвинительное заключение по обвинениям в осуществлении хакерской деятельности в период с 2019 по 2021 год. Её дом и дом её родителей были обысканы швейцарской полицией по запросу властей США, и по итогам обыска были изъяты её компьютеры.

## Биография
Краймью родилась 7 августа 1999 года в Люцерне, Швейцария. В свои подростковые годы работала IT-специалистом. Она создала лаунчер домашнего экрана для Android «Lawnchair», разработка которого в феврале 2021 года была передана другим людям.
Краймью в марте 2021 заявила, что большая часть её утечек и взломов не требовали серьёзных технических навыков.

### Ранняя хакерская деятельность
В июле 2020 года Краймью опубликовала на GitLab различный исходный код из приватных гит-репозиториев более 50 компаний. 6 августа 2020 года Краймью загрузила на файлообменник Mega более 20 гигабайтов приватной информации и проприетарного исходного кода компании Intel, также создав торрент с соответствующими файлами. Она заявила, что получила данные от другого человека, который сказал, что взломал компанию ещё в мае того же года. В январе 2021 года Краймью участвовала в утечке исходного кода мобильного приложения Nissan и корпоративного ПО североамериканского отделения компании, разработанного для внутреннего использования. Утечка произошла из-за использования компанией на своём сервере с Bitbucket стандартного имени пользователя «admin» со стандартным паролем «admin», о чём Краймью рассказал анонимный источник.

### Взлом компании Verkada
8 марта 2021 года группа хакеров под названием «APT — 69420 Arson Cats», включавшая Краймью, получила права суперпользователя в системах компании по физической безопасности Verkada, используя общедоступные данные, найденные в Интернете. У группы был доступ к системам компании на протяжении 36 часов. Хакеры собрали около 5 гигабайтов данных, включающие записи с более чем 150 тысяч камер в местах вроде завода компании Tesla, флоридского госпиталя Halifax Health и алабамской тюрьмы. Группа также получила доступ к списку клиентов Verkada и частной финансовой информации компании.
Краймью действовала как пресс-секретарь хакеров — она вскоре после взлома связалась с Bloomberg News, которые в свою очередь связались с Verkada, и они убрали у хакеров доступ к системе.

### Feelyou
В июле 2022 года Краймью нашла уязвимость в приложении Feelyou, описывающем себя как «дневник социального настроения», из-за которой были общедоступными адреса электронной почты всей пользовательской базы приложения в 78 тысяч человек.

### Утечка чёрного списка пассажиров США
19 января 2023 года Краймью заявила о том, что имеет доступ к государственному чёрному списку пассажиров США образца 2019 года с 1,5 миллионами записей, который находился на незащищённом файловом сервере компании CommuteAir. Список был выложен на сайт Distributed Denial of Secrets с доступом по запросу. Краймью отметила, что несмотря на большой размер американской базы данных террористов, в ней «очень явная» тенденция на арабские и русские имена.

## Судебное преследование
В марте 2021 года Краймью большим жюри окружного суда Западного Вашингтона было вынесено обвинительное заключение по обвинениям в осуществлении хакерской деятельности в период с 2019 по 2021 год. В заключении Краймью была обвинена в краже личности и электронном мошенничестве. По запросу властей США были обысканы её дом и дома её родителей, у Краймью были изъяты её компьютеры.
Несмотря на обвинительное заключение, Краймью всё ещё находится на свободе, так как Швейцария не экстрадирует своих граждан.

### Общественная реакция
Люди в социальных сетях использовали хештег «#freetillie» для выражения поддержки Краймью. Исследовательница онлайн-активизма Габриэлла Колеман заявила, что ожидала от хакерского сообщества больше поддержки в сторону Краймью, и высказала мнение, что иногда власти США слишком агрессивно преследуют левых и антиавторитарных хактивистов. Журнал Republik в своей статье описал Краймью как «продолжающую традиции хакеров вроде Джереми Хаммонда и Аарона Шварца». Гернани Маркис, член совета швейцарского отделения Chaos Computer Club, призвал к солидарности с Краймью.

## Личная жизнь
Краймью является членом партии «Молодые Социалисты Швейцарии» и была кандидатом в городской совет Люцерна. У неё небинарная гендерная идентичность и она предпочитает использование по отношению к себе местоимений «оно» (англ. it) или «она» (англ. she). Она аутист и идентифицирует себя как бисексуальная лесбиянка.
Мотивы хактивизма Краймью, по её собственным словам — «куча любопытства, борьба за свободу информации и против интеллектуальной собственности, антикапитализм и нотка анархизма».
Краймью на протяжении своей жизни также использовала имена и псевдонимы «Тилли Коттман», «тилли краймью» и англ. "deletescape". В 2022 году она юридически сменила своё имя на «Майя Арсон Краймью».

### Комментарии
1. ↑  "Краймью" - словослияние англ. "crime" (преступление) и англ. "mew" (высокочастотный вариант мяу, произносимый котятами)[2].
2. ↑  человек, описываемый в статье, предпочитает использование по отношению к себе местоимений "оно" (англ. it) или "она" (англ. she)[3]; учитывая то, что этот человек предпочитает использование "она" в формальных контекстах (включая в эти контексты статью в Википедии), в этой статье используется "она".